# Alan Johnson (coreografo)
Alan Johnson (Ridley Park, 18 febbraio 1937 – Los Angeles, 8 luglio 2018) è stato un coreografo e regista statunitense.

## Biografia
Johnson ha esordito ufficialmente come coreografo teatrale nel 1957, con un allestimento di West Side Story di Jerome Robbins. Ha introdotto lo stile di danza di West Side Story nel mainstream quando ha coreografato diversi spot pubblicitari per la GAP nel 2000.
Johnson è diventato celebre soprattutto per la sua collaborazione con Mel Brooks, per il quale ha curato le coreografie dei numeri musicali di film come Per favore, non toccate le vecchiette ("Springtime for Hitler"), Frankenstein Junior ("Putting on the Ritz") e La pazza storia del mondo ("The Spanish Inquisition"). Ha inoltre diretto Brooks nel film Essere o non essere.
Nel corso della sua carriera, ha vinto 3 Premi Emmy nel 1972, nel 1980 e nel 1988 per le coreografie di  'S Wonderful, 'S Marvelous, 'S Gershwin, Shirley MacLaine... 'Every Little Movement'  e Irving Berlin's 100th Birthday Celebration.
È morto l'8 luglio 2018 all'età di 81 anni: secondo la famiglia, era affetto dalla malattia di Parkinson.

## Filmografia

### Regista cinematografico
- Essere o non essere (To Be or Not to Be) (1983)
- I guerrieri del sole (Solarbabies) (1986)

### Coreografo cinematografico
- Per favore, non toccate le vecchiette (The Producers, regia di Mel Brooks (1967)
- Mezzogiorno e mezzo di fuoco (Blazing Saddles, regia di Mel Brooks (1974)
- Frankenstein Junior (Young Frankenstein, regia di Mel Brooks (1974)
- Il fratello più furbo di Sherlock Holmes (The Adventure of Sherlock Holmes' Smarter Brother, regia di Gene Wilder (1975)
- Il più grande amatore del mondo (The World's Greatest Lover, regia di Gene Wilder (1977)
- La pazza storia del mondo (History of the World, Part I, regia di Mel Brooks (1981)
- Dracula morto e contento (Dracula: Dead and Loving It, regia di Mel Brooks (1995)

### Coreografo televisivo
- Wien nach Noten - film TV (1969)
- Annie, the Women in the Life of a Man - speciale TV (1970)
- George M! - film TV (1970)
- 'S Wonderful, 'S Marvelous, 'S Gershwin - film TV (1972)
- Shirley MacLaine: If They Could See Me Now - film TV (1974)
- Cos - serie TV (1976)
- Christmas in Disneyland - film TV (1976)
- The 19th Annual Grammy Awards - speciale TV (1977)
- The Shirley MacLaine Special: Where Do We Go from Here? - speciale TV (1977)
- 3 Girls 3 - serie TV, 2 episodi (1977)
- Happy Birthday, Las Vegas - speciale TV (1977)
- CBS: On the Air - miniserie TV documentaristica, 2 episodi (1978)
- Shirley MacLaine at the Lido - film TV (1979)
- Kraft Salutes Disneyland's 25th Anniversary - speciale TV (1980)
- Shirley MacLaine... 'Every Little Movement' - film TV (1980)
- The 53rd Annual Academy Awards - speciale TV (1981)
- Disneyland - serie TV, 1 episodio (1981)
- Kraft Salutes Walt Disney World's 10th Anniversary - speciale TV (1982)
- Portrait of a Showgirl - film TV (1982)
- Shirley MacLaine... Illusions - film TV (1982)
- Great Performances - serie TV, 1 episodio (1987)
- Irving Berlin's 100th Birthday Celebration - speciale TV (1988)
- The 42nd Annual Tony Awards - speciale TV (1988)
- Lamb Chop's Chanukah and Passover Surprise - film TV (1996)